# Cordula Güdemann
Cordula Güdemann (* 22. Oktober 1955 in Wehr, Baden; † 18. September 2024) war eine deutsche Malerin und Zeichnerin.

## Werdegang
Von 1975 bis 1980 studierte sie an der Staatlichen Akademie der Bildenden Künste Karlsruhe bei Rudolf Schoofs und der Kunstakademie Düsseldorf bei Dieter Krieg.
1985 wurde sie mit dem Villa-Romana-Preis ausgezeichnet, erhielt 1987 ein Arbeitsstipendium der Stiftung Kunstfonds Bonn, 1988 das Karl-Schmidt-Rottluff-Stipendium sowie 1990–1991 das Stipendium der Deutschen Akademie Rom Villa Massimo.
Cordula Güdemann war Mitglied des Deutschen Künstlerbundes. Zwischen 1987 und 2003 nahm sie an fünf großen Jahresausstellungen teil; zuletzt an der Jubiläumsausstellung zum 100-jährigen Bestehen des Künstlerbundes 2003 in Bonn mit einer mehrteiligen Arbeit auf großformatigen Leinwänden. Seit 1995 hatte sie eine Professur für Malerei an der Staatlichen Akademie der Bildenden Künste Stuttgart inne.
Sie lebte und arbeitete in Stuttgart und war mit dem 2010 verstorbenen Schriftsteller Peter O. Chotjewitz verheiratet, als dessen Herausgeberin sie auch fungierte. Nach ihrer Emeritierung zog sie nach Usedom. Güdemann starb im Alter von 68 Jahren.

## Werk
Cordula Güdemann zeigt in oft großformatigen Gemälden Bezüge zu Gesellschaft, Politik und Literatur. Mit sichtbarem Duktus und kräftigen Farben hat sie eine collagenhafte Gegenständlichkeit entwickelt, die sich aus Motiven der Realität speist und aufgrund ihrer gestischen Grobheit auch die Komposition betont. Parallel zu den großen Formaten entstanden kleinere Gouache-Arbeiten auf Karton sowie schwarzweiße Kreidezeichnungen auf Papier.

## Ausstellungen

### Einzelausstellungen (Auswahl)
- 1986 Galerie Schloß Mochental · Galerie Carla Stützer, Köln · Galerie Thieme, Darmstadt · Art Cologne, Förderkoje Galerie Carla Stützer
- 1988 Galerie Carla Stützer
- 1989 Galerie Carla Stützer · Galerie Barz, Hannover · Galerie Thieme · Neuer Aachener Kunstverein
- 1990 Bahnwärterhaus Esslingen
- 1991 Galerie Manus Presse, Stuttgart
- 1992 Galerie Carla Stützer · Galerie Barz
- 1993 Galerie Terbrüggen, Heidelberg · Wilhelmshöhe, Ettlingen
- 1994 Kunstmuseum Düsseldorf (K) · Galerie Manus Presse
- 1995 Galerie Carla Stützer
- 1997 Galerie Manus Presse · Galerie Poll, Berlin
- 1998 Galerie Carla Stützer · Galerie Kahlen/Titz, Aachen
- 1999 Galerie Poll, Berlin
- 2000 Galerie Manus Presse
- 2001 Galerie Carla Stützer
- 2004 Galerie der Stadt Backnang · Galerie Peter Tedden, Düsseldorf · Galerie Carla Stützer
- 2005 Nice guys, Frauenmuseum Bonn
- 2006 Galerie Schlichtenmaier, Stuttgart · Galerie Gerken, Berlin
- 2007 Kafkas Wolke, Schloß Bonndorf (K) · Galerie Peter Tedden
- 2009 Galerie Tedden, Düsseldorf. Malkasten, Düsseldorf
- 2011 49 VIPs, Forum Kunst, Rottweil. Maskenland, Kreissparkasse, Esslingen. Galerie Schlichtenmaier, Stuttgart

### Gruppenausstellungen (Auswahl)
- 1982 Between 9, Kunsthalle Düsseldorf
- 1984 Kunstlandschaft Bundesrepublik, Karlsruhe, Konstanz (K)
- 1986 Treibhaus 4, Kunstmuseum Düsseldorf (K)
- 1989 Das Verhältnis der Geschlechter, Bonner Kunstverein (K)
- 1989 Preisträger der Karl Schmidt-Rottluff Stiftung, Kunsthalle Düsseldorf (K)
- 1989 Gesellschaft der Freunde junger Kunst, Staatliche Kunsthalle Baden-Baden (K)
- 1992 Bilder, Kampnagelfabrik Hamburg, Kunstmuseum Düsseldorf und Ettlingen (K)
- 1992 Dialog Budapest-Galerie, Budapest
- 1994 Retrospektive Villa Massimo, Kunstverein Hannover (K)
- 1996 zeichnen, 44. Jahresausstellung des Deutschen Künstlerbundes[4], Germanisches Nationalmuseum, Nürnberg (K)
- 2000 Landschaften eines Jahrhunderts aus der Sammlung Deutsche Bank, (Wanderausstellung)[5]
- 2000 Das Bild des Vaters, Haus am Waldsee, Berlin (K)
- 2001 Das Bild des Vaters, Cantieri Culturali alla Zisa, Palermo
- 2001 Ich bin mein Auto, Staatliche Kunsthalle Baden-Baden (K)
- 2002 Schwarzwaldhochstrasse, Staatliche Kunsthalle Baden-Baden (K)
- 2003 Herbarium der Blicke, Bundeskunsthalle, Bonn (K)[6]
- 2004 Malerei, Künstlerbund Baden-Württemberg, Württembergischer Kunstverein Stuttgart

## Sammlungen
- Museum Kunstpalast, Düsseldorf
- Staatsgalerie Stuttgart
- Städtische Galerie Karlsruhe
- Städtische Galerie Neunkirchen
- Auswärtiges Amt, Berlin
- Bundesinnenministerium, Berlin
- Verkehrsministerium, Berlin
- Deutsche Bank, Frankfurt
- Bayerische Landesbank International S.A. Luxemburg
- Stadtsparkasse Köln
- LB-BW Stuttgart